# Lüder Lüers
Lüder Lüers (* 27. Oktober 1926 in Velbert; † 3. März 2022) war ein deutscher Diplom-Gartenarchitekt. Er war verheiratet und hatte vier Kinder.

## Biografie
Seine Eltern mit später acht Kindern lebten ab 1930 in Jena und ab 1939 in Posen. 1944 kam Lüder Lüers nach Stralsund zur Kriegsmarine. Nach dem Krieg machte er 1948 sein Notabitur, absolvierte eine Gärtnerlehre in Osnabrück und studierte in Hannover Garten- und Landschaftsarchitektur. Seinen ersten Auftrag erhielt er in Duisburg von der Kupferhütte als freischaffender diplomierter Gartenarchitekt.
1965 reisten Lüder Lüers und seine Frau Ruth (geborene Bornmann) nach Indien und lebten bis 1973 in der Gegend von Chennai. Als Entwicklungshelfer von Dienste in Übersee, dem entwicklungspolitischen Personaldienst der evangelischen Kirche, war sein Arbeits-Schwerpunkt der Aufbau von Bewässerungsanlagen für die Landwirtschaft für arme Bauern durch das Tamilnad Christian Council in Andhra Pradesh und Tamilnadu in Zusammenarbeit mit Brot für die Welt und der Evangelischen Zentralstelle für Entwicklungshilfe. Dabei arbeitete er mit Reverend Joseph John im Rural Life Center in Deenabandupuram in Andhra Pradesh mit, welcher das Ziel verfolgte, das Leben von Kleinbauern durch Bewässerung, verbessertes Saatgut und Gesundheitsmaßnahmen zu verbessern.
1969 war er an der Gründung der ersten Partnerorganisation der Kindernothilfe beteiligt, der Church of South India – Council for Child Care und begleitete den weiteren Aufbau der Arbeit der Kindernothilfe in Indien. Als die Familie Lüers 1973 nach Duisburg zurückkehrte, wurde er zum Leiter der Kindernothilfe-Geschäftsstelle berufen. Er unternahm in dieser Funktion viele weitere Reisen in die Arbeitsgebiete der Kindernothilfe und Krisengebiete der Welt mit akuten Hungersnöten, besonders Indien, Äthiopien und Kongo. Bis zu seinem 65. Lebensjahr (1991) blieb Lüers im Vorstand der Kindernothilfe.
Lüers verstarb 2022.

## Ehrungen
Für sein langjähriges Engagement, für sein Ehrenamt und für seinen großen persönlichen Einsatz wurde Lüder Lüers 2020 als bisher einzige Persönlichkeit mit der Ehrenmitgliedschaft der Kindernothilfe ausgezeichnet.
Als Mitgründer und ehemaliger Leiter der Geschäftsstelle der Kindernothilfe wurde Lüder Lüers am 19. Februar 2022 mit dem Verdienstkreuz 1. Klasse des Verdienstordens der Bundesrepublik Deutschland für sein langjähriges Engagement für Kinder ausgezeichnet.